# Rémi Gaillard
Rémi Gaillard (Montpeller, 7 de febrer de 1975) és un humorista i youtuber francès. El seu lema és «C'est en faisant n'importe quoi qu'on devient n'importe qui» («És fent qualsevol cosa que un es converteix en qualsevol»).
Gaillard, d'acord amb una entrevista, va començar a fer bromes després de perdre una feina en una botiga de sabates. Aleshores va començar a utilitzar el seu temps lliure i a "divertir-se". La seva fama va arribar després que desenvolupés un seguit de bromes ben documentades, entre les que es trobava la seva aparició, disfressat de jugador del Lorient, a la final de la Copa de França de 2002, on va prendre part en les celebracions i, fins i tot, va ser rebut pel president del país, Jacques Chirac. Gaillard ha aparegut en diversos esdeveniments esportius, concursos de televisió i mítings polítics, normalment trencant les mesures de seguretat fàcilment.
Els vídeos de la seva pagina web han tingut més de 1.200.000.000 visites, i el seu canal de Youtube té més de 6,95 milions de seguidors.

## La Pel·lícula
S'ha rodat una pel·lícula titulada N'importe qui on es recopilen els sketchs emesos per internet, s'espera que la pel·lícula s'estreni els 5 de març de 2014 als cinemes francesos.

## Bromes/Sketchs
Moltes bromes de Remi van ser gravades en vídeo pel seu amic Greg. Gairebé tots aquests sketchs són "videoaficionats" (amb l'excepció dels comercials Orangina) i es poden trobar a Dailymotion i a Youtube. Alguns dels seus sketchs més famosos, sense contar el final:
- Loteria - Aquest va ser el primer sketch que Remi va fer. Remi va al centre comercial i demana a una parella d'avis d'un bitllet de loteria....
- La botiga Blackout - En una botiga de música, Remi intenta tocar un baix elèctric....
- Rocky - En un intent de ser com Rocky, començarà el seu entrenament a diferents indrets de la ciutat.
- Rocky II - El Rocky francès (Remi) està de tornada per a autosuperar-se.
- La clave on tu vols -habilitats de futbol- (Remi) - És un impressionant desplegament d'habilitats futbolístiques.
- Adormir-se al volant - Al centre comercial, hi ha un Mercedes a la pantalla, amb les portes obertes. Remi es fica al seient del conductor i pretén dormir al volant...
- Submarinisme - Remi va a un aquari per fer un poc de busseig no autoritzat. Si bé això diverteix a la multitud, a la seguretat no li va fer tanta gràcia.
- El Xef - A una piscina termal, farà una sopa amb uns ingredients molt especials.
- Anuncis Orangina (Urban Rodeo) - Aparentment, Orangina ha contractat Remi per fer acrobàcies que no volen fer ells mateixos. Remi amb una bandolera de suc d'Orangina i un barret de vaquer, s'esmuny darrere de qualsevol persona com un animal en un rodeig per veure quant temps pot romandre en la persona. La seva durada és de 3-5 segons abans que caigui corrent cridant, 'casos'!
- Interfon Prank - Remi es dirigeix al centre comercial a utilitzar el seu intercomunicador. S'anuncia que tots els preus dels articles són -150% de descompte.
- Vídeos Casolans Ascensor - Remi decora l'ascensor del seu apartament per al seu propi ús, des d'un reggae fins al tema d'un restaurant que fa per sorprendre a la gent desprevinguda.
- Impostor Sport - en diversos esports (futbol, tennis, voleibol, rugbi, fitness), es vesteix com un membre de l'equip o participant (durant la seva construcció Skit cos impostor) i els intents d'entrar en el joc. Sol ser retirat per la seguretat.
- 'Le Tour' - Remi es fa passar per un ciclista normal, provocant tot un caos.
- Festa! - Remi i els seus fans locals entren en una botiga per muntar-se una festa. Els empleats de les botigues estaven molt enfadats després que es va adonar que la botiga devia tancar durant una setmana pels desperfectes i que mentre la festa de Remi continuava fora (La botiga estava coberta amb paper picat).
- Salvar al soldat Remi - Remi arriba a la costa en una platja en un uniforme de l'exèrcit francès per assegurar la zona. Això inclou el llançament de granades de fum a la gent a la platja i d'envair un camp de golf. Com paracaigudista, Remi es penja d'un pal de llum...
- Mario Kart[2] - Amb un veritable kart, Remi es vesteix de Mario i passa per Montpeller fent com que els altres cotxes són corredors. Ell realitza moviments del joc, fent que els conductors s'enfaden (per exemple, llançar un plàtan a un cotxe darrere d'ell).
- Roxanne - Remi es posa un conjunt d'auriculars i escolta Roxanne de The Police en una botiga. Camina darrere del taulell d'informació i utilitza l'intercomunicador per cantar les lletres de cada cançó...
- McDonalds gratis - Remi mostra com obtenir menjar gratuït del McDonald's.
- El Rat Penat - Remi es disfressà de ratpenat i espanta a la gent de nit.
- Decathlon[3] - Combina diverses disciplines atlètiques, per celebrar els Jocs Olímpics de Pequín 2008.
- La Bomba[4] - Es disfressa de bomba i es cola en un aeroport.
- El cargol[5] - Es disfressa d'un cargol i va circulant per la carretera a pas molt lent.
- Relleu 4x100 - En Remi viatja a Barcelona per córrer una cursa amb la guardià urbana.
- El Colom - Es disfressa de colom en un rentat de cotxes.
- El peix - Es disfressa de peix en una piscina sense aigua.